# Qaraqaba
Die Qaraqaba (kasachisch Қарақаба – „Schwarze Kaba“) ist der rechte Quellfluss der Kaba (auch Habahe) in Ostkasachstan.
Die Qaraqaba entspringt am Nordhang des Gebirgszugs Südlicher Altai. Sie fließt anfangs entlang der Nordflanke des Südlichen Altai in westlicher Richtung. 
Der Tarbaghatai-Kamm im Osten des Sarymsaqty-Gebirges verläuft zwischen Qaraqaba-Oberlauf und der weiter nördlich ebenfalls in westlicher Richtung fließenden Buchtarma. Die Qaraqaba wendet sich schließlich nach Süden und durchbricht das Gebirge. Sie bildet dabei die Abgrenzung zwischen Südlichem Altai im Osten und Sarymsaqty im Westen. Sie fließt nun in südöstlicher, später in östlicher Richtung durch eine Beckenlandschaft, in deren Zentrum der Ort Tösqajyn (russ. Тоскаин) liegt. Der Markakol-See liegt weiter westlich. Die Arassanqaba, wichtigster Nebenfluss der Qaraqaba, trifft später linksseitig auf den Fluss. Im Anschluss durchschneidet die Qaraqaba erneut das Bergland und wendet sich dabei schließlich nach Süden. Im Unterlauf mündet der Bogomojus rechtsseitig in den Fluss. Schließlich erreicht die Qaraqaba die Grenze zur Volksrepublik China, wo sie sich mit der von links heranströmenden Aqqaba zur Kaba vereinigt. Die Qaraqaba hat eine Länge von 132 km. Ihr Einzugsgebiet umfasst 3040 km².